# (1060) Магнолия
(1060) Магнолия (лат. Magnolia) — астероид главного пояса, который был открыт 13 августа 1925 года немецким астрономом Карлом Рейнмутом в обсерватории Хайдельберг и назван в честь латинского названия рода цветковых растений семейства Магнолиевые. 

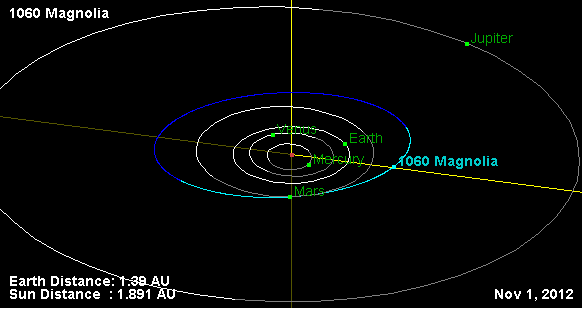
Орбита астероида Магнолия и его положение в Солнечной системе